# Культура Асука
Культура Асука (яп. 飛鳥文化 асука бунка) — термин, которым обозначают японскую культуру конца VI—VII веков. Отвечает началу периода Асука, правлению Императрицы Дзито и её регента принца Сётоку.

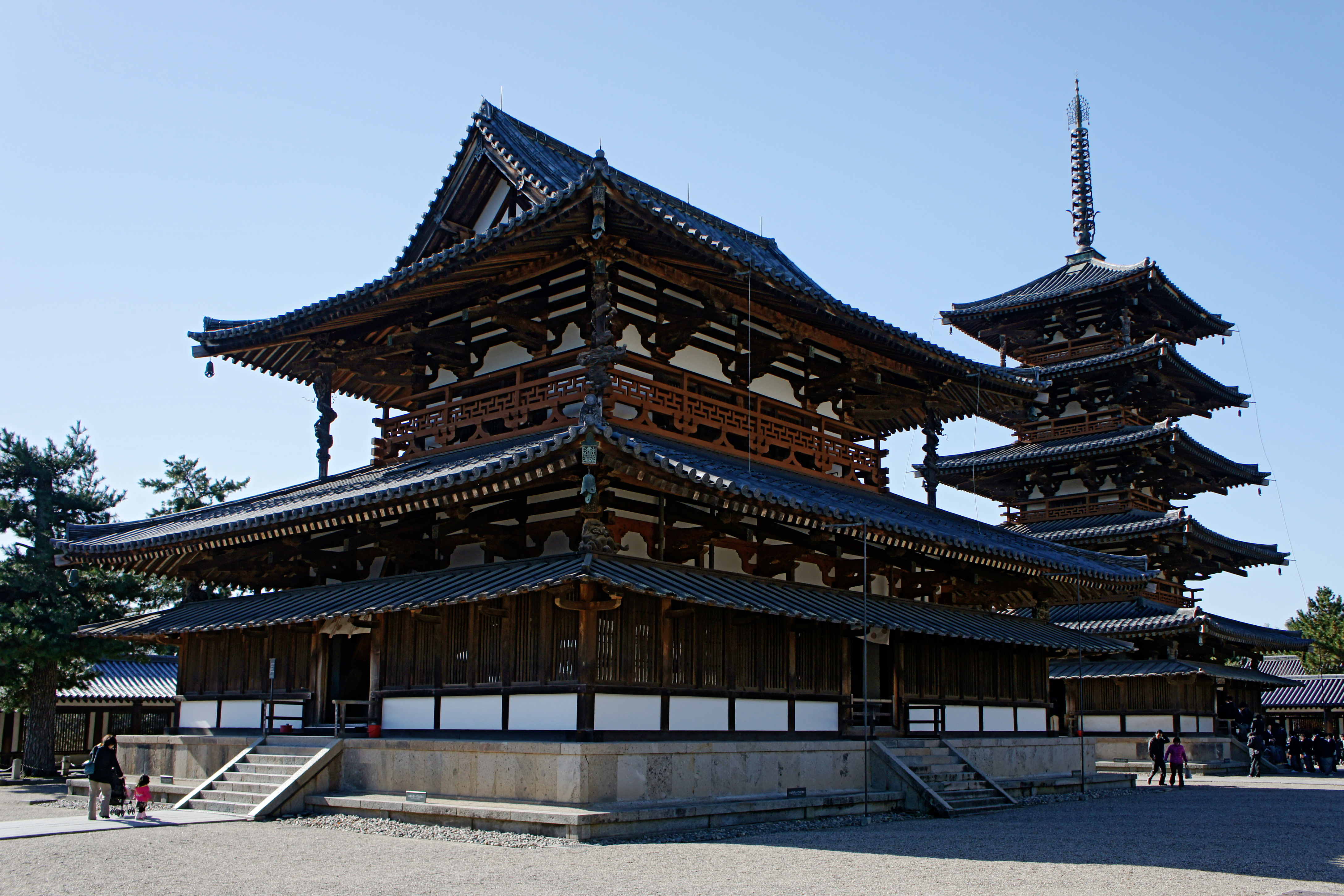
Пагода и Золотой зал Хорю-дзи — образцы буддийского искусства культуры Асука.

Культура получила название в честь местности Асука, где находился политико-культурный центр древнего японского государства.
Характерными чертами культуры являются:
- культурное влияние государств Корейского полуострова, особенно Пэкче.
- культурное влияние Китая эпохи «Шести династий».
- внедрение китайского календаря.
- составление первых исторических хроник.
- принятие буддизма и конфуцианства.
- расцвет буддийского искусства и архитектуры.
  - сооружение монастыря Хорю-дзи.